# St Fillan's Church

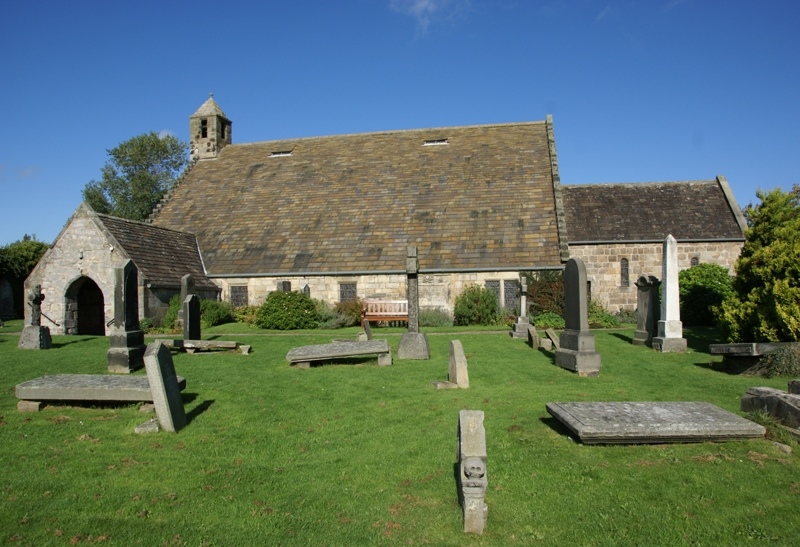
St Fillan's Church, gezien vanuit het zuiden.

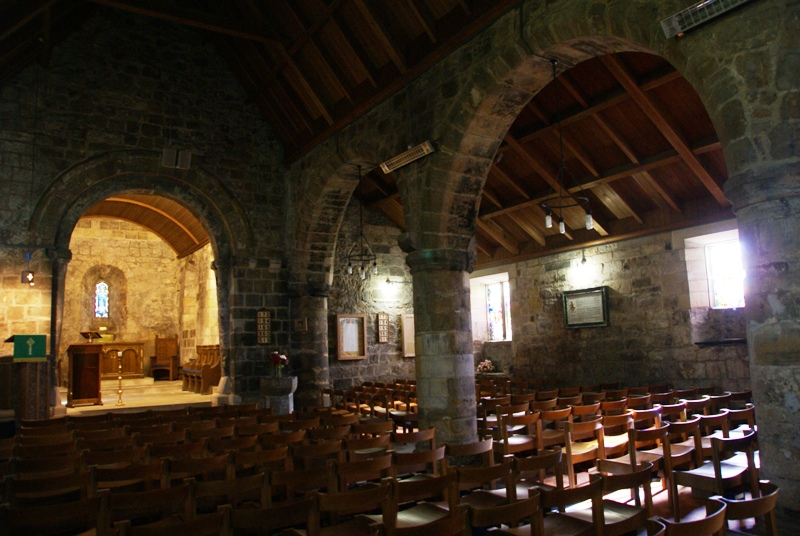
Interieur.

St Fillan's Church is een twaalfde-eeuwse kerk, gelegen naast Aberdour Castle in Aberdour in de Schotse regio Fife. De kerk wordt gebruikt als parochiekerk van Aberdour door de Church of Scotland.

## Geschiedenis
Rond 1140 bouwde de familie De Mortimer de St Fillan's Church. De kerk was gewijd aan de Ierse heilige Sint Fillan, een zevende-eeuwse abt van Pittenweem. De nabijgelegen bron genaamd St Fillan's Well trok menig pelgrim aan.
Na een dispuut tussen de kasteelheer van Aberdour Castle en de geestelijken van Inchcolm Abbey werd de kerk geschonken aan de abdij. Deze schenking had in ieder geval plaats voor 1216.
De kerk was in gebruik als parochiekerk van Aberdour. In 1790 werd het dak van de kerk verwijderd, omdat een nieuwe parochiekerk aan de High Street werd gebouwd. In 1925-1926 werd de kerk hersteld en weer in gebruik genomen als parochiekerk voor Aberdour.

## Bouw
St Fillan's Church was gebouwd als een relatief smal, rechthoekig gebouw. In de zeventiende eeuw werd de kerk vergroot. De kerk is verdeeld in een schip en een koor.
Om de kerk bevindt zich een ommuurde begraafplaats met vooral achttiende-eeuwse grafstenen.

## Beheer
St Fillan's Church wordt beheerd door de Church of Scotland.